# Rose-Marie (film, 1928)
Pour les articles homonymes, voir Rose-Marie.
Pour plus de détails, voir Fiche technique et Distribution.
Rose-Marie  est un film muet américain en noir et blanc réalisé par  Lucien Hubbard, sorti en 1928.
Il s'agit de la première des trois adaptations au cinéma de l'opérette du même nom créée par Rudolf Friml et Oscar Hammerstein II et jouée au Broadway en 1924. Les deux autres adaptations datent de  1936 et 1954.

## Fiche technique
- Titre : Rose-Marie
- Titre original : Rose Marie
- Réalisation : Lucien Hubbard
- Scénario : Lucien Hubbard, d'après une pièce de Otto A. Harbach
- Société de production : MGM
- Photographie : John Arnold
- Montage : Carl Pierson
- Direction artistique : Richard Day et Cedric Gibbons
- Costumes : David Cox
- Lieu de tournage : parc national de Yosemite
- Pays de production : États-Unis
- Format : noir et blanc - 35 mm - 1,33:1 - film muet
- Genre : Drame
- Durée : 70 min
- Date de sortie : 
  - États-Unis : 11 février 1928

## Distribution
- Joan Crawford : Rose-Marie
- James Murray : Jim Kenyon
- House Peters : Sergent Malone
- Creighton Hale : Étienne Doray
- Gibson Gowland : Black Bastien
- George Cooper : Fuzzy
- Lionel Belmore : Henri Duray
- William Orlamond : Emile La Flamme
- Polly Moran : Lady Jane
- Harry Gribbon : Gendarme Gray
- Gertrude Astor : Wanda
- Ralph Yearsley : Jean
- Sven Hugo Borg : Hudson